# ズバイラ・ツフゴフ
ズバイラ・ツフゴフ（ロシア語: Зубайра Тухугов、英語: Zubaira Tukhugov、1991年1月15日 - ）は、ロシアの男性総合格闘家。チェチェン共和国グロズヌイ出身。アメリカン・キックボクシング・アカデミー/ベルクト・ファイトクラブ所属。

## 来歴

### 総合格闘技
2010年、 プロ総合格闘技デビュー。母国ロシアの団体を主戦場に18戦15勝の戦績を残す。

### UFC
2014年2月15日、UFC初出場となったUFC Fight Night: Machida vs. Mousasiでダグラス・シウバ・ジ・アンドラージと対戦し、3-0の判定勝ち。
2016年5月14日、UFC 198でヘナート・モイカノと対戦し、1-2の判定負け。
米国アンチドーピング機関（USADA）が2016年9月7日及び10月29日に実施した競技外の抜き打ち検査で、ツフゴフからオスタリンの陽性反応が検出されたが、ツフゴフは陽性反応検出の原因は使用していたサプリメントが禁止薬物で汚染されていたからであると主張して仲裁に提訴した。しかし、仲裁の最中にツフゴフはUSADAが下した2年間の出場停止処分を受け入れ、仲裁でかかった費用の1万ドルを支払うことで合意した。
2023年2月28日、UFCからリリースされた。

## 人物・エピソード
- UFC 229の乱闘に参加したとして2019年1月29日にネバダ州アスレチック・コミッションから1年間の資格停止（2018年10月6日まで遡及）と25,000ドルの罰金処分を下された[6]。

## 戦績
| 総合格闘技 戦績 | 総合格闘技 戦績 | 総合格闘技 戦績 | 総合格闘技 戦績 | 総合格闘技 戦績 | 総合格闘技 戦績 | 総合格闘技 戦績 |
| --------------- | --------------- | --------------- | --------------- | --------------- | --------------- | --------------- |
| 27 試合         | (T)KO           | 一本            | 判定            | その他          | 引き分け        | 無効試合        |
| 20 勝           | 7               | 1               | 12              | 0               | 1               | 0               |
| 6 敗            | 1               | 1               | 4               | 0               | 1               | 0               |

| 勝敗 | 対戦相手                           | 試合結果                               | 大会名                                                                   | 開催年月日     |
| ×    | エルブス・ブレナー                 | 5分3R終了 判定1-2                      | UFC 284: Makhachev vs. Volkanovski                                       | 2023年2月11日  |
| ○    | リカルド・ラモス                   | 5分3R終了 判定3-0                      | UFC 267: Błachowicz vs. Teixeira                                         | 2021年10月30日 |
| ×    | ハキーム・ダオドゥ                 | 5分3R終了 判定1-2                      | UFC 253: Adesanya vs. Costa                                              | 2020年9月27日  |
| ○    | ケビン・アギラー                   | 1R 3:21 TKO（パウンド）                | UFC Fight Night: Felder vs. Hooker                                       | 2020年2月23日  |
| △    | リローン・マーフィー               | 5分3R終了 判定1-1                      | UFC 242: Khabib vs. Poirier                                              | 2019年9月7日   |
| ×    | ヘナート・モイカノ                 | 5分3R終了 判定1-2                      | UFC 198: Werdum vs. Miocic                                               | 2016年5月14日  |
| ○    | フィリップ・ノヴァー               | 5分3R終了 判定2-1                      | UFC Fight Night: Namajunas vs. VanZant                                   | 2015年12月10日 |
| ○    | エルネスト・チャベス               | 1R 4:21 TKO（スタンドパンチ連打）      | UFC Fight Night: Nelson vs. Story                                        | 2014年10月4日  |
| ○    | ダグラス・シウバ・ジ・アンドラージ | 5分3R終了 判定3-0                      | UFC Fight Night: Machida vs. Mousasi                                     | 2014年2月15日  |
| ○    | ヴァソ・バコセビッチ               | 1R 4:30 KO（ボディへの右後ろ回し蹴り） | Fight Nights - Battle of Moscow 13                                       | 2013年10月26日 |
| ○    | デニス・ピドネベスニー             | 5分3R終了 判定3-0                      | CWFC 58                                                                  | 2013年8月24日  |
| ○    | クアト・ハミトフ                   | 5分2R終了 判定2-1                      | Alash Pride - Great Battle                                               | 2013年3月30日  |
| ○    | ハルン・キナ                       | 1R 2:30 TKO（スタンドパンチ連打）      | Fight Nights - Battle of Moscow 10                                       | 2013年2月23日  |
| ○    | ロマーノ・デ・ロス・レイエス       | 5分2R終了 判定3-0                      | Fight Nights - Battle of Moscow 8                                        | 2012年11月3日  |
| ○    | アナトリー・ポクロフスキー         | 1R 1:43 TKO（パウンド）                | League S-70: Russian Championship Finals                                 | 2012年8月11日  |
| ×    | アフメト・アリエフ                 | 1R 3:19 KO（ハイキック）               | League S-70: Russian Championship SF                                     | 2012年5月25日  |
| ○    | イワン・ラーピン                   | 5分3R終了 判定2-1                      | League S-70: Russian Championship 3rd Round                              | 2012年4月6日   |
| ○    | リシム・ミスリモフ                 | 5分3R終了 判定3-0                      | MMA Corona Cup 20                                                        | 2012年2月17日  |
| ×    | アントン・テレプネフ               | 5分3R終了 判定1-2                      | ProFC 22                                                                 | 2010年12月17日 |
| ○    | ムラド・アブドゥラエフ             | 1R 5:00 TKO（ドクターストップ）        | ProFC - Russia Cup Stage 1 【ライト級トーナメント決勝】                  | 2010年11月13日 |
| ○    | ラスル・ショフハロフ               | 5分2R終了 判定3-0                      | ProFC - Russia Cup Stage 1 【ライト級トーナメント準決勝】                | 2010年11月13日 |
| ×    | ムラド・マカエフ                   | 1R 1:17 リアネイキドチョーク           | Fight Nights - Battle of Moscow 1 【ライト級トーナメント決勝】           | 2010年6月5日   |
| ○    | ダニル・ツリンヘ                   | 1R 1:26 TKO（パンチ連打）              | Fight Nights - Battle of Moscow 1 【ライト級トーナメント準決勝】         | 2010年6月5日   |
| ○    | エフゲニー・スロンスキー           | 5分2R終了 判定3-0                      | ProFC - Commonwealth Cup                                                 | 2010年4月23日  |
| ○    | ビクトル・フィナーギン             | 2R リアネイキドチョーク                | Pankration Atrium Cup 2 【ライト級トーナメント決勝】                     | 2010年3月10日  |
| ○    | ローマン・マルコヴィチ             | 5分3R終了 判定3-0                      | Pankration Atrium Cup 2 【ライト級トーナメント準決勝】                   | 2010年3月10日  |
| ○    | イサ・ムサエフ                     | 5分3R終了 判定3-0                      | Pankration Atrium Cup 2 【ライト級トーナメント・オープニング・ラウンド】 | 2010年3月10日  |